# خورخي غوزمان (لاعب كرة قاعدة)
خورخي غوزمان فلورنتينو (بالإسبانية: Jorge Guzmán Florentino) هو لاعب كرة قاعدة دومينيكاني في مركز رامي الكرة. يلعب حالياً لصالح نادي ميامي مارلينز الذي ينافس في دوري كرة القاعدة الرئيسي.